# Liste der Fahnenträger der madagassischen Mannschaften bei Olympischen Spielen
Die Liste der Fahnenträger der madagassischen Mannschaften bei Olympischen Spielen listet chronologisch alle Fahnenträger madagassischer Mannschaften bei den Eröffnungs- (EF) und Abschlussfeiern (AF) Olympischer Spiele auf.

## Liste der Fahnenträger
| Mannschaft             | Veranstaltung | Fahnenträger (EF)            | Fahnenträger (AF)            |
| ---------------------- | ------------- | ---------------------------- | ---------------------------- |
| 1964 in Tokio          | Sommerspiele  |                              |                              |
| 1968 in Mexiko-Stadt   | Sommerspiele  |                              |                              |
| 1972 in München        | Sommerspiele  | Jean-Aimé Randrianalijaona   |                              |
| 1980 in Moskau         | Sommerspiele  |                              |                              |
| 1984 in Los Angeles    | Sommerspiele  | Jean-Luc Bezoky              |                              |
| 1992 in Barcelona      | Sommerspiele  |                              |                              |
| 1996 in Atlanta        | Sommerspiele  | Dally Randriantefy           |                              |
| 2000 in Sydney         | Sommerspiele  | Joseph-Berlioz Randriamihaja |                              |
| 2004 in Athen          | Sommerspiele  | Rosa Rakotozafy              | Joseph-Berlioz Randriamihaja |
| 2006 in Turin          | Winterspiele  | Mathieu Razanakolona         | Mathieu Razanakolona         |
| 2008 in Peking         | Sommerspiele  | Jean de Dieu Soloniaina      | Jean de Dieu Soloniaina      |
| 2012 in London         | Sommerspiele  | Fetra Ratsimiziva            | Fetra Ratsimiziva            |
| 2016 in Rio de Janeiro | Sommerspiele  | Eliane Saholinirina          | Asaramanitra Ratiarison      |
| 2018 in Pyeongchang    | Winterspiele  | Mialitiana Clerc             | Mialitiana Clerc             |
| 2020 in Tokio          | Sommerspiele  | Damiella Nomenjanahary       | Volunteer                    |
| 2020 in Tokio          | Sommerspiele  | Éric Andriantsitohaina       | Volunteer                    |
| 2022 in Peking         | Winterspiele  | Mathieu Neumuller            | Mathieu Neumuller            |
| 2022 in Peking         | Winterspiele  | Mialitiana Clerc             | Mathieu Neumuller            |
| 2024 in Paris          | Sommerspiele  | Rosinah Randafiarison        | Rosinah Randafiarison        |
| 2024 in Paris          | Sommerspiele  | Fabio Rakotoarimanana        | Jonathan Raharvel            |

Anmerkung: (EF) = Eröffnungsfeier, (AF) = Abschlussfeier

## Statistik
| Rang    | Sportart       | EF | AF | ∑  |
| ------- | -------------- | -- | -- | -- |
| 1       | Leichtathletik | 4  | 1  | 5  |
| 2       | Judo           | 2  | 2  | 4  |
| 3       | Boxen          | 2  | 1  | 3  |
| 3       | Gewichtheben   | 2  | 1  | 3  |
| 5       | Schwimmen      | 0  | 1  | 1  |
| 5       | Tennis         | 1  | 0  | 1  |
| 5       | Tischtennis    | 1  | 0  | 1  |
| 5       | Volunteer      | 0  | 1  | 1  |
| Gesamt: | Gesamt:        | 12 | 7  | 19 |

| Rang    | Sportart  | EF | AF | ∑ |
| ------- | --------- | -- | -- | - |
| 1       | Ski Alpin | 4  | 3  | 7 |
| Gesamt: | Gesamt:   | 4  | 3  | 7 |

| Rang    | Sportart       | EF | AF | ∑  |
| ------- | -------------- | -- | -- | -- |
| 1       | Ski Alpin      | 4  | 3  | 7  |
| 2       | Leichtathletik | 4  | 1  | 5  |
| 3       | Judo           | 2  | 2  | 4  |
| 4       | Boxen          | 2  | 1  | 3  |
| 4       | Gewichtheben   | 2  | 1  | 3  |
| 6       | Schwimmen      | 0  | 1  | 1  |
| 6       | Tennis         | 1  | 0  | 1  |
| 6       | Tischtennis    | 1  | 0  | 1  |
| 6       | Volunteer      | 0  | 1  | 1  |
| Gesamt: | Gesamt:        | 16 | 10 | 26 |